# Ярковський Ярослав Леонідович
Ярослав Леонідович Ярковський — підполковник Збройних сил України, учасник російсько-української війни.

## З життєпису
Учасник російсько-української війни. Станом на березень 2020 року — командир батальйону 101-ї бригади.

## Нагороди та вшанування
- Указом Президента України № 614/2019 від 21 серпня 2019 року за «особистий вагомий внесок у зміцнення обороноздатності Української держави, мужність, виявлену під час бойових дій, зразкове виконання службових обов'язків та високий професіоналізм» нагороджений орденом Данила Галицького[1]